# Kubi
Kubi (首?) è un film del 2023 diretto da Takeshi Kitano sull'incidente di Honnō-ji e la battaglia di Yamazaki, adattamento cinematografico del suo omonimo romanzo del 2019.

## Trama
Oda Nobunaga è un leader spietato e irrispettoso, che comanda i suoi generali con minacce di morte e false promesse di potere. Successivamente alla ribellione, violentemente repressa, del fidatissimo Araki Murashige, affida ad Akechi Mitsuhide e Hashiba Hideyoshi il compito di catturare il generale ribelle, promettendo di nominare suo successore chi riuscirà nell'impresa. Inizierà così per i due una folle corsa per ingraziarsi Nobunaga. Murashige e Mitsuhide sono però segretamente amanti e, stanchi delle vessazioni di Nobunaga, organizzano una ribellione. Hideyoshi, anche lui assetato di potere, fomenta i progetti di Mitsuhide, mettendolo contro Tokugawa Ieyasu ma contemporanente progettando la sconfitta dei due.
Inizia così per una strampalata serie di personaggi, apparentemente scollegati, un'odissea che culminerà nell'incidente di Honnō-ji e l'uccisione di Nobunaga, organizzata da Mitsuhide ma stimolata da Hideyoshi. Mitsuhide non riuscirà tuttavia a catturare la testa decapitata di Nobunaga (Kubi, da cui il titolo del film), vedendo svanire i suoi piani di legittimazione e la riuscita della ribellione, che viene prontamente stroncata dai fedeli all'ex-Shogun, guidati dallo stesso Hideyoshi.
Nella scena finale, il doppiogiochista Hideyoshi, ottenuta la vittoria e l'approvazione degli altri generali, passa inutilmente in rassegna le teste dei nemici sconfitti alla ricerca di quella di Mitsuhide, senza rendersi conto di aver ritrovato proprio la testa di Oda Nobunaga, tanto agognata dal generale sconfitto.

## Promozione
Il teaser trailer del film è stato diffuso online il 2 maggio 2023, seguito da quello ufficiale il 25 settembre seguente.

## Distribuzione
È stato presentato in anteprima il 23 maggio 2023 al 76º Festival di Cannes, nella sezione non competitiva "Cannes Première". È stato distribuito nelle sale cinematografiche giapponesi da Kadokawa Pictures a partire dal 23 novembre dello stesso anno.
In Italia, è stato presentato in anteprima, fuori concorso, il 26 novembre 2023 al 41º Torino Film Festival.